# Kunio Komatsuzaki

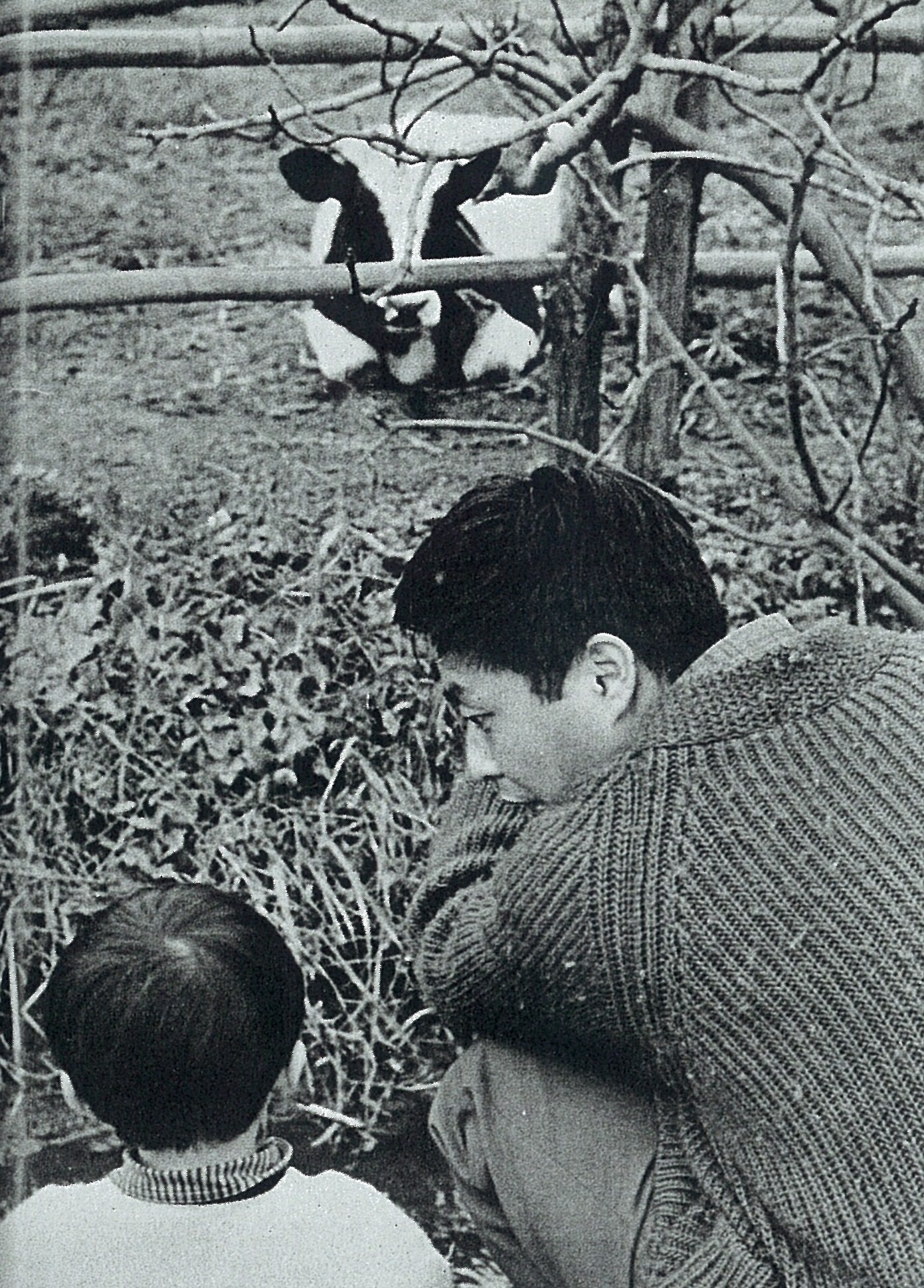
Komatsuzaki Kunio, 1964

Kunio Komatsuzaki (japanisch 小松崎 邦雄 Komatsuzaki Kunio; geboren 2. September 1931 in der Stadt Nippori, Landkreis Nord-Toshima (später Stadt Tokio, heute Bezirk Arakawa/„Tokio“) Präfektur Tokio; gestorben 28. Dezember 1992) war ein japanischer Maler im Yōga-Stil.

## Leben und Wirken
Kunio Komatsuzaki wollte bereits als Mittelschüler Maler werden. Er schrieb sich an in der Abteilung für Ölmalerei an der Universität der Künste Tokio, wo dann Yasui Sōtarō und Hayashi Takeshi seine Lehrer wurden. 1954 machte er seinen Abschluss und konnte im selben Jahr ein Bild ´auf der 16. Ausstellung der Künstlervereinigung „Issui-kai“ (一水会) zeigen. Er schloss ein Aufbaustudium an, das er 1956 beendete. Er wurde Assistent, dann Lehrbeauftragter an seiner Alma Mater.
Komatsuzaki konnte Bilder bei der 18. Ausstellung Issui-kai ausstellen und wurde mit einem Preis ausgezeichnet. 1957 wurde er Mitglied der Issui-kai, 1960 wurde er mit dem Großen Preis der Vereinigung ausgezeichnet. 1963 bis 1964 konnte er mit einem UNESCO-Stipendium Europa besuchen, wo ihn die klassischen Maler van Eyck und Vermeer beeindruckten. Er beteiligte sich an dem Zustandekommen der Guō-Ausstellung (具象展) und wurde dort Mitglied.
In den 1970er Jahren malte Komatsuzaki zahlreiche Puppenbilder und Akte, ab den 1980er Jahren beschäftigte er sich insbesondere mit der Darstellung von Maiko, also von jungen Geishas in der Ausbildung. Komatsuzaki verfasste eine Reihen von Lehrbüchern zum Erlernen der Ölmalerei (油絵, Abura-e) und Aquarellmalerei (水彩画, suisai-ga) für Laien, „誰にでもできる名画の技法〈油絵〉“, „油絵 人物を描く“,  „油絵 風景を描く“ und „小松崎邦雄の水彩画“. Er lebte in seinen Letzten Jahren in Urawa (Präfektur Saitama).
Das Nationalmuseum für moderne Kunst Tokio besitzt das Ölgemälde „Omedetai hi“ (おめでたい日) – „Ein Feiertag“ aus dem Jahr 1964.
Komatsuzaki wurden u. a. mit folgenden Preisen geehrt:
- „Miyake-Preis“ (安宅賞) und „Ōhashi-Preis“ für „Gunzō“ (群像) – „Gruppenbild“,
- 1956 18. Issui-Preis (一水会賞, 第18回),
- 1969 4. Shōwakai-Preis (昭和会賞, 第4回) für „Bonjorno Romāno“ (ボンジョルノ・ロマーノ)
- 1981 5. Preis des Tōgō-Seji-Museumspreis (東郷青児美術館大賞, 第5回) für „Maiko tanjō“ (舞妓誕生) – „Geburtstag einer Maiko“,
- 1990 4. Kulturehrenpreis der Stadt Urawa (浦和市文化栄誉賞(第4回)),
- 1991 9. Miyamoto-Saburō Gedächtnispreis (宮本三郎記念賞, 第9回) für „Inaho no tsudoi“ (稲穂のつどい) – „Sammeln von Reisähren“.